# Marisa van Eyle
 (février 2019).
Si vous disposez d'ouvrages ou d'articles de référence ou si vous connaissez des sites web de qualité traitant du thème abordé ici, merci de compléter l'article en donnant les références utiles à sa vérifiabilité et en les liant à la section « Notes et références ».
Marisa van Eyle, née le 29 juin 1964 à Huizen,, est une actrice néerlandaise.

## Filmographie

### Cinéma et téléfilms
- 1990 : Kracht (nl) : La femme du boucher
- 1992 : Op afbetaling : Emmy
- 1994 : Pleidooi (nl) : Mme Belderink
- 1994 : 1000 Rosen : Rita
- 1996 : Willie en Nellie (nl) : Joeta
- 1996 : Tijd van leven : Ans Jansen
- 1997 : Karakter : Miss Sibculo
- 1997 : De baby en de bakfiets : Lydia
- 1998 : Stroop : La veuve de Kouwenaar
- 1998-2000 : Abeltje (nl) : Miss Klaterhoen
- 2000 : Baantjer : Ada Kooy
- 2000 : Wildschut & De Vries (nl) : Nanda van Lexmond
- 2001 : Loenatik (nl) : La voisine
- 2001 : Ochtendzwemmers (nl) : La caissière
- 2001 : Zus & zo : Dorien
- 2001 : Monte Carlo (nl) : La voisine
- 2001 : Familie (nl) : Bibi
- 2001 : Miaou ! : Mme Ellemeet
- 2002 : Baby : La serveuse du restaurant Besitzer Tower
- 2003 : Verder dan de maan : Tante Veronica
- 2004 : Deining (nl) : La psychiatre
- 2005 : Offers (nl) : La détective
- 2005 : Grijpstra & de Gier (nl) : Marina
- 2005-2006 : Kinderen geen bezwaar (nl) : Wilma
- 2006 : Intensive Care (nl) : Carlijn
- 2006 : Black Book[Quoi ?] : Mme Tjepkema
- 2006 : Boks (nl) : La sorcière
- 2007 : Alles is liefde : Maria
- 2007 : Kapitein Rob en het geheim van professor Lupardi (nl) : Tante Annie
- 2007 : De Daltons, de jongensjaren (nl) : L'agente de sécurité
- 2008 : Keyzer & De Boer Advocaten : La juge Stokvis
- 2008 : Het schnitzelparadijs (nl) : Mme Van Veen
- 2008 : Sterke verhalen uit zoutvloed : La mère
- 2008-2010 : S1ngle (nl) : Marja
- 2009 : Juliana, prinses van oranje (nl) : Eleanor Roosevelt
- 2010 : Voor Lief : La voisine
- 2010-2011 : De Bende van Sjako (nl) : Tante Agaath
- 2011 : Verborgen gebreken (nl) : Mme Noorland
- 2012-2013 : De Meisjes van Thijs (nl) : La mère de Thijs
- 2013 : 20 leugens, 4 ouders en een scharrelei (nl) : La directrice d'école
- 2014 : Divorce (nl) : Sybil
- 2015 : Dokter Tinus : Heleen Dingemans
- 2016 : Paardenkracht : La mère
- 2018 : Ik Weet Wie Je Bent (nl) : Julia Meinderts
- 2018 : Flikken Rotterdam (nl) : La présidente